# Alliance franco-américaine
L'alliance franco-américaine se forme en 1778 entre la France (royaume de France) sous le règne du roi Louis XVI  et les États-Unis, pendant la guerre d'indépendance américaine contre le royaume de Grande-Bretagne, processus de la révolution américaine qui voit les États-Unis s'émanciper de l'Empire britannique et accéder à l'indépendance en fondant une république fédérale.

## Le contexte: les hésitations de Louis XVI

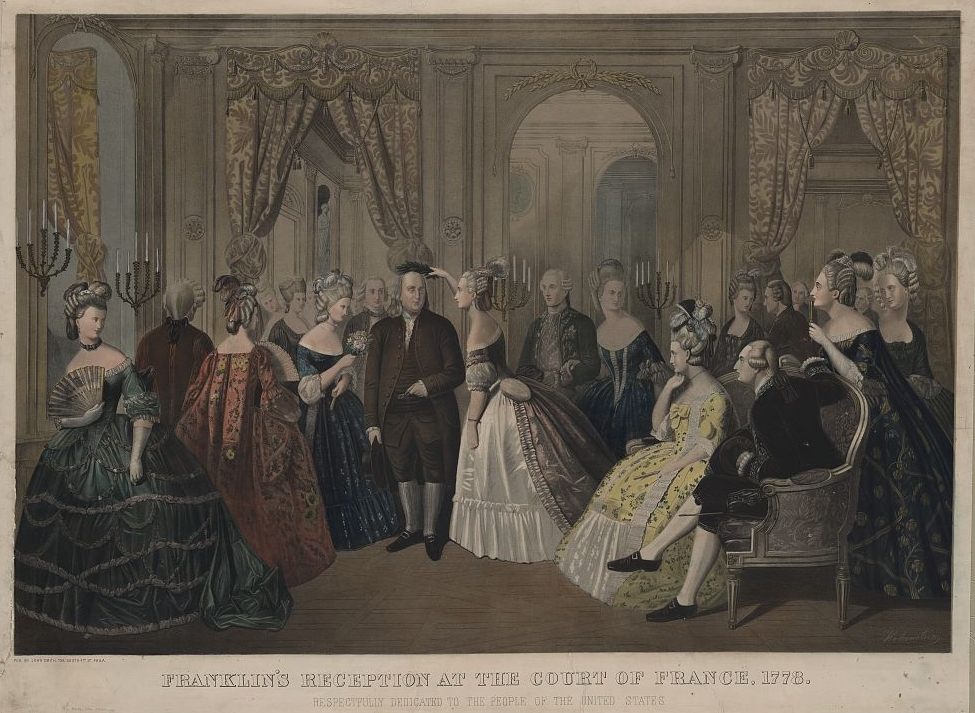
Réception de Benjamin Franklin à la cour de France en 1778.

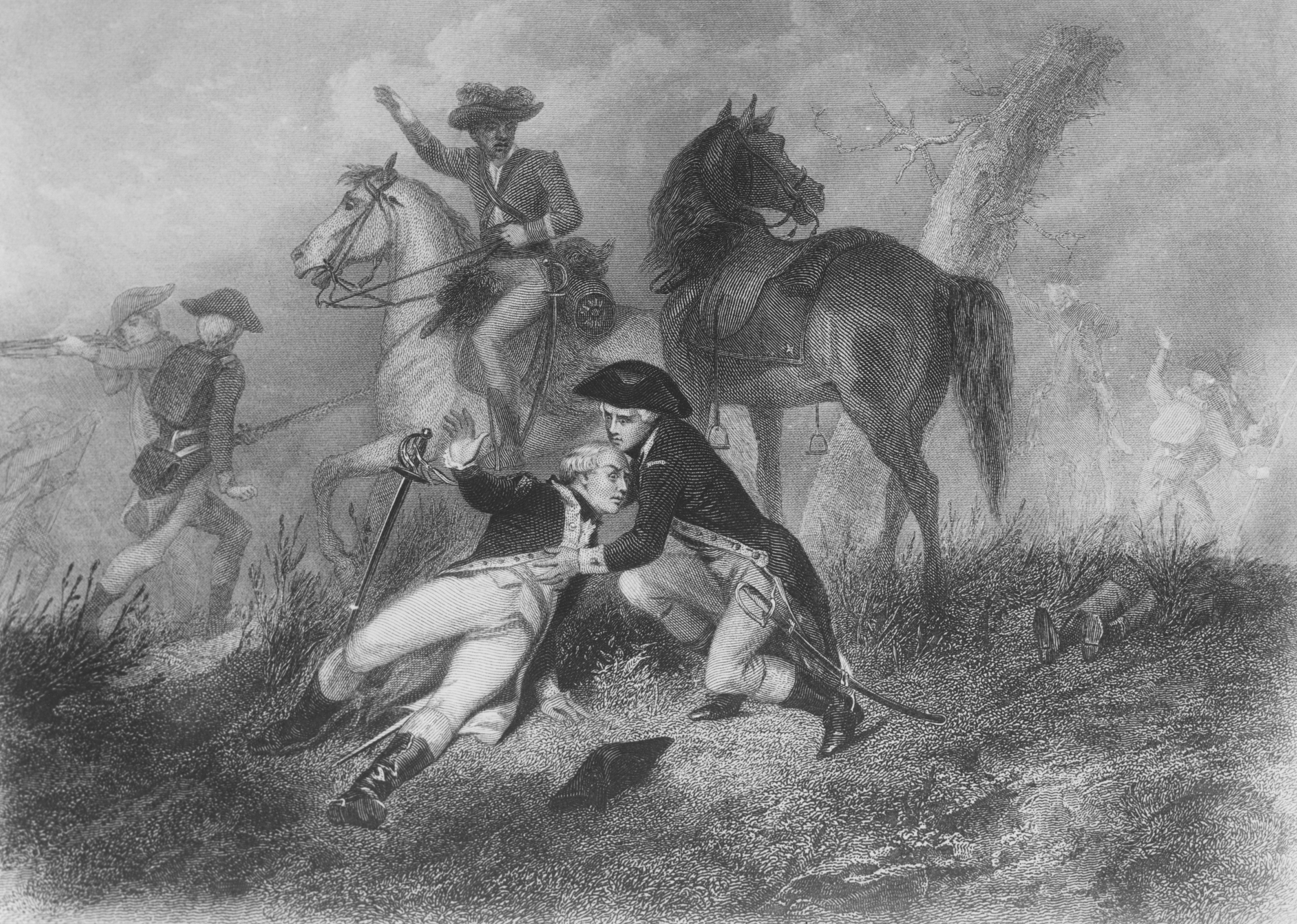
Lafayette, blessé à la bataille de Brandywine en septembre 1777.

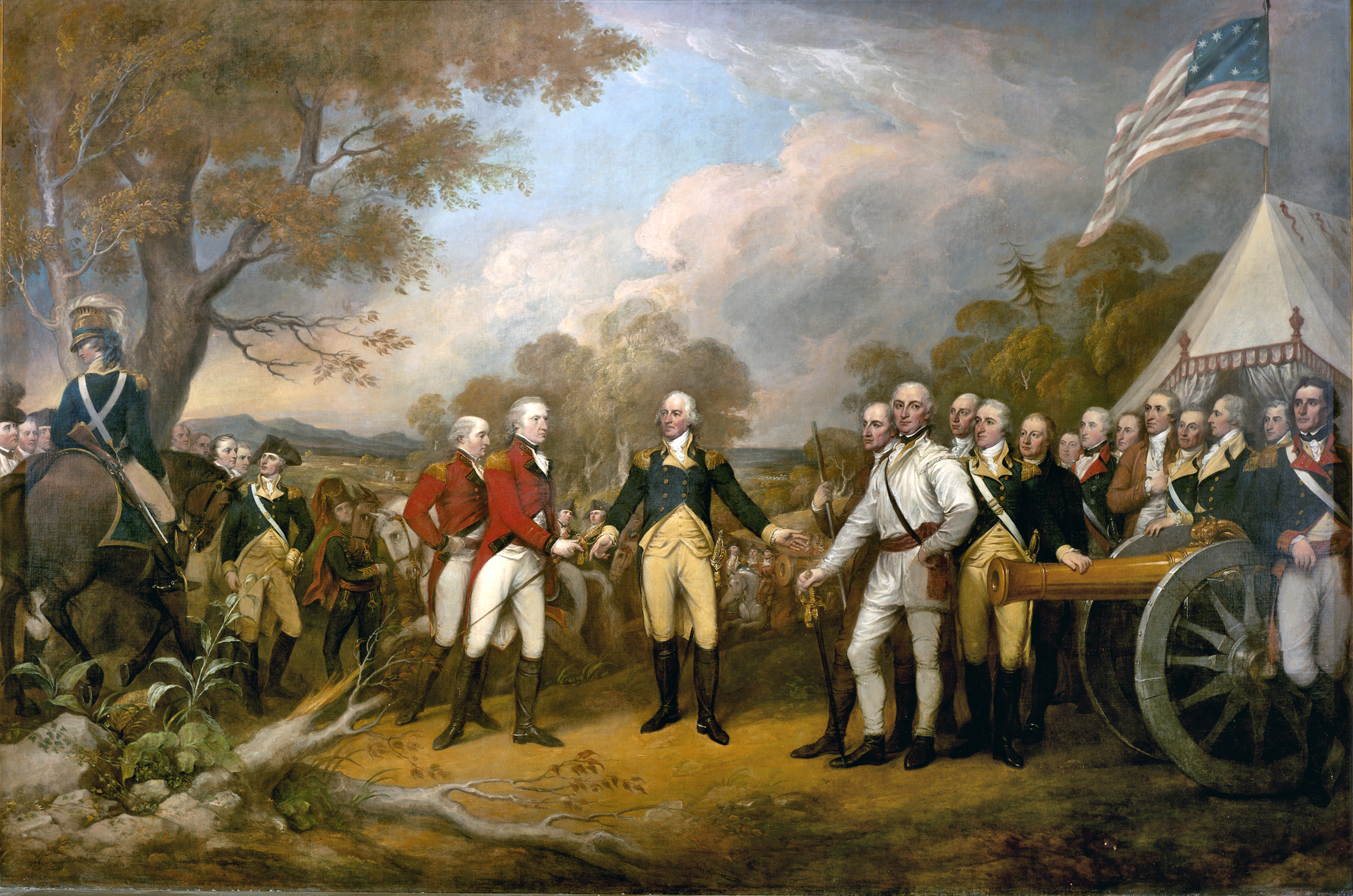
La capitulation à Saratoga montrant le général Daniel Morgan face au canon de Vallière.

À la suite des succès britanniques durant la guerre de Sept Ans, le roi de France est réticent à s'engager dans un nouveau conflit. Le roi Louis XVI redoute que ce dernier conflit n'ait donné au royaume de Grande-Bretagne l'hégémonie navale.
À partir de 1763 le roi Louis XVI et son alliée l'Espagne commencent à reconstruire leurs marines et à se préparer à une guerre pour vaincre et envahir la Grande-Bretagne.
Comme les troubles dans les colonies américaines de la Grande-Bretagne s'intensifient au cours des années 1760, et conduisent finalement à une rébellion ouverte en 1775, le roi de France cherche à établir une alliance avec les rebelles américains, malgré la méfiance de Louis XVI.
En septembre 1775, le Congrès continental déclare l'assistance étrangère nécessaire « sans aucun doute possible », et cherche des fournitures et de l'assistance des puissances européennes hostiles aux Britanniques.
Le roi de France demande « l'humiliation de l'Angleterre » et commence à donner secrètement de l'aide aux rebelles américains. 
La déclaration d'indépendance américaine est préconisée par certains comme nécessaire dans le but d'obtenir un soutien européen contre la Grande-Bretagne.
Silas Deane, un émissaire à Paris, propose une grande alliance anti-britannique et l'invasion française de Hanovre et du Portugal, deux alliés des Britanniques.
L'alliance est promue aux États-Unis par Thomas Jefferson, un francophile. 
Fondée sur le Model Treaty (en) de 1776, Jefferson encourage le roi de France Louis XVI à devenir partenaire économique et militaire des États-Unis, afin d'affaiblir l'influence britannique.
En 1776, Latouche Tréville fait venir des munitions aux rebelles depuis la France. 
De nombreuses livraisons françaises ont lieu durant la guerre d'indépendance américaine, dont celles d'armes du type de Vallière et de petits canons de campagne de 4 livres.
Ces armes jouent un rôle important dans de nombreuses batailles, telles que les batailles de Saratoga et de Yorktown. George Washington écrit sur les fournitures et les armes à feu françaises dans une lettre au général Heath, le 2 mai 1777 :
« I was this morning favored with yours containing the pleasing accounts of the late arrivals at Portsmouth and Boston. That of the French ships of war, with artillery and other military stores, is most valuable. It is my intent to have all the arms that were not immediately wanted by the Eastern States, to be removed to Springfield, as a much safer place than Portsmouth …. I shall also write Congress and press the immediate removal of the artillery, and other military stores from Portsmouth. I would also have you forward the twenty-five chests of arms lately arrived from Martinico to Springfield. »
— George Washington, Lettre au général Heath
 (« J'ai reçu ce matin votre lettre contenant les récits agréables des dernières arrivées à Portsmouth et à Boston. L'arrivée des navires de guerre français, avec l'artillerie et les autres matériels militaires, est des plus précieuses. J'ai l'intention de faire transporter à Springfield toutes les armes qui ne sont pas immédiatement demandées par les États de l'Est, car c'est un endroit beaucoup plus sûr que Portsmouth ..... J'écrirai également au Congrès pour insister sur le retrait immédiat de l'artillerie et des autres matériels militaires de Portsmouth. J'aimerais également que vous fassiez parvenir à Springfield les vingt-cinq coffres d'armes récemment arrivés de Martinique.) »
Le 13 juin 1777, le marquis de Lafayette arrive en Amérique et rejoint Washington dans l'Armée continentale comme major général. Il participe ainsi à la bataille de Brandywine où il est blessé, puis à celle de Rhode Island.
Le marquis de Lafayette retournera plus tard en France afin d'obtenir davantage de soutien du roi Louis XVI pour la cause américaine.

## Traité d'alliance
L'alliance a été officiellement négociée par Benjamin Franklin et le traité d'alliance a été signé le 6 février 1778 après la victoire américaine lors de la bataille de Saratoga, sous la dénomination de « traité franco-américain d'amitié et de commerce ». 
Le traité a apporté le plein soutien de l'armée française, de la Marine royale et du Trésor français. En contrepartie, les États-Unis étaient tenus de garantir « à partir du moment présent et pour toujours, contre toutes les autres puissances (…) les possessions actuelles de la Couronne de France en Amérique », en échange d'une promesse de ne plus étendre ces possessions,.

## Opérations

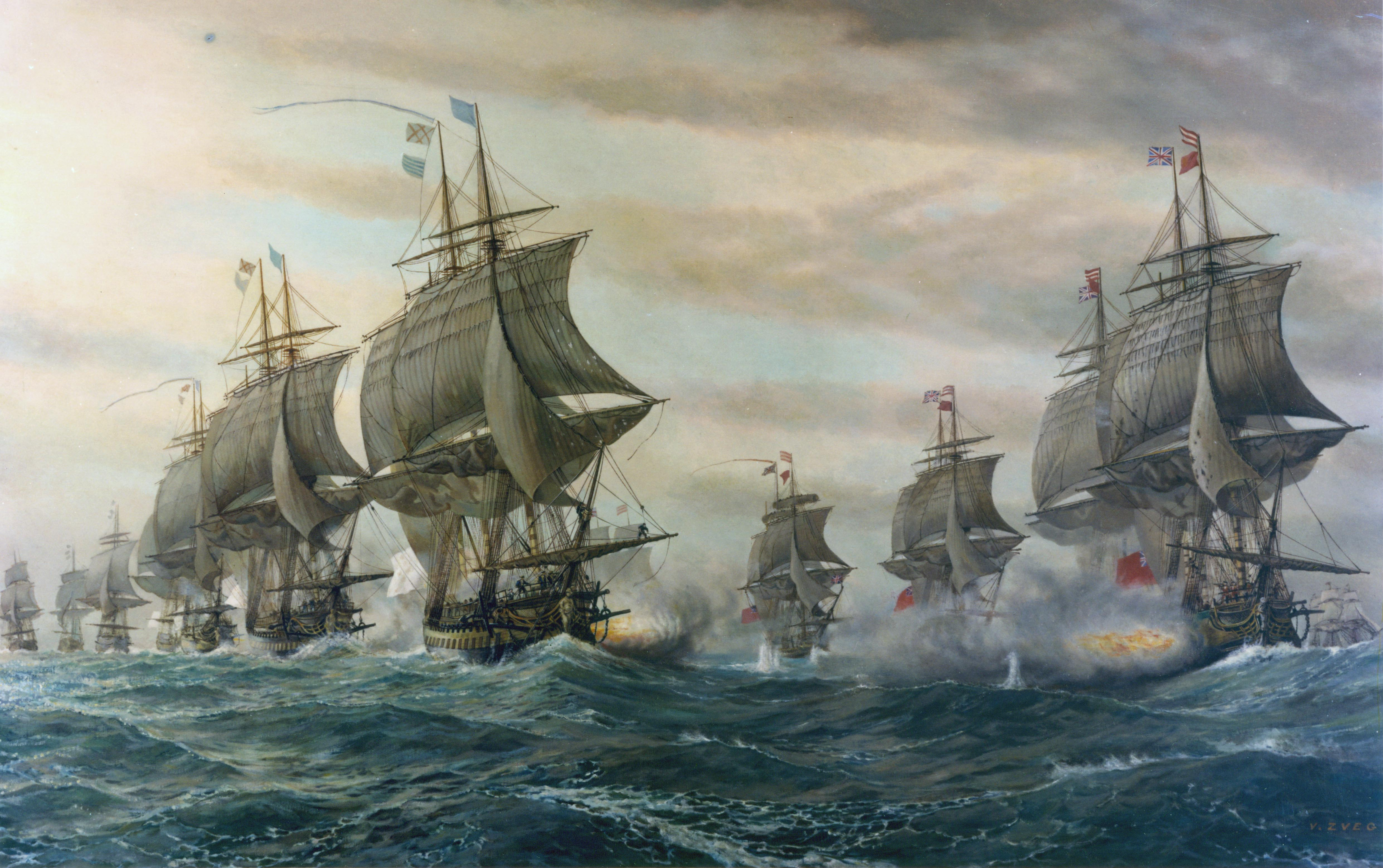
Bâtiments de ligne de la Marine royale lors de la bataille décisive de la Chesapeake en 1781.

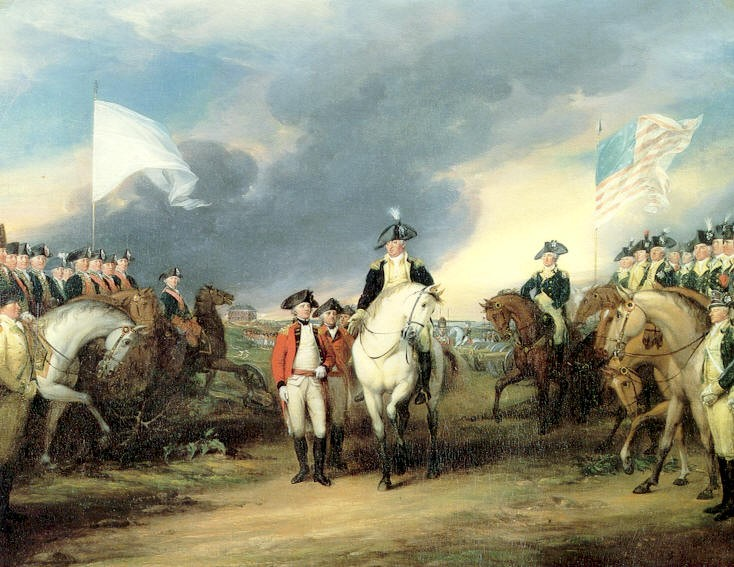
Cornwallis se rend aux troupes françaises (à gauche) et aux troupes américaines (à droite), à l'issue de la bataille de Yorktown en 1781.

La force combinée des Américains et des Français garantissait pratiquement la victoire contre la Grande-Bretagne. La France a contribué avec succès à la victoire américaine, parvenant à expulser les Britanniques et à obtenir la reconnaissance de l'indépendance grâce à l'intervention de Rochambeau, de La Fayette, de Grasse, et de Suffren.

### Front européen
Le conflit sur mer a commencé dans les eaux européennes avec la bataille d'Ouessant en juillet 1778 et a continué avec la tentative d'invasion de la Grande-Bretagne par l'Armada de 1779, l'Espagne étant entrée en guerre au côté de la France en espérant reconquérir Gibraltar, Minorque, la Floride et la Jamaïque.

### Première campagne américaine
À l'été 1778, l'amiral français d'Estaing arriva avec une flotte de douze vaisseaux de ligne et quatorze frégates, et également avec un renfort d'infanterie pour la guerre. Après avoir refusé d'attaquer les forces britanniques de Richard Howe inférieures en nombre en dehors de New York, la flotte française a navigué vers le Rhode Island où elle devait prendre part à une attaque contre Newport.
Le 6 juillet 1779, Estaing remporte la bataille de la Grenade contre l'amiral Byron, mais échoue au siège de Savannah en septembre 1779 avant de retourner en France. Les combats se poursuivent en avril 1780, lors de la bataille de la Martinique qui oppose Guichen à l'amiral Rodney.

### Seconde campagne américaine

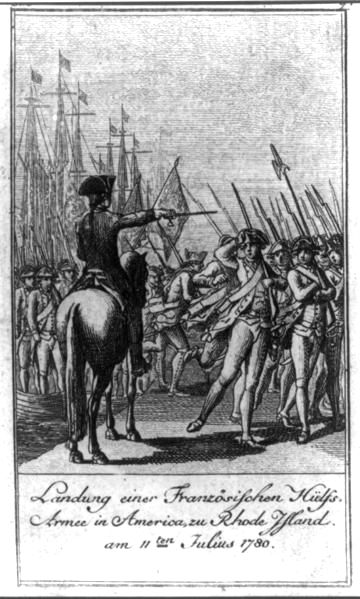
Débarquement de l'armée française à Newport (Rhode Island) le 11 juillet 1780, sous le commandement du comte de Rochambeau.

En 1780, Rochambeau est arrivé avec une flotte et 6 000 soldats français pour rejoindre l'Armée continentale, sous le commandement de George Washington, lors de l'« Expédition particulière ». il débarqua à Newport (Rhode Island), le 10 juillet. Dans la vallée de l'Ohio, les Américains français également s'allièrent aux troupes indiennes, comme lors de la bataille de Kekionga en 1780 sous le commandement d'Augustin de la Balme.
La marine française a joué un rôle décisif de soutien de l'armée américaine, puisque l'Amérique ne pouvait guère résister à la marine britannique. La marine française, sous le commandement de Grasse, a réussi à vaincre une flotte britannique à la bataille de la baie de Chesapeake en 1781, faisant pencher la balance en faveur des forces terrestres franco-américaines au cours du siège de Yorktown, la dernière grande bataille terrestre de la guerre. Les Britanniques se sont rendus aux forces américaines et françaises à Yorktown en 1781.
La France a continué à se battre contre les Britanniques au cours de la guerre des Antilles de 1782.

## Campagne en Inde

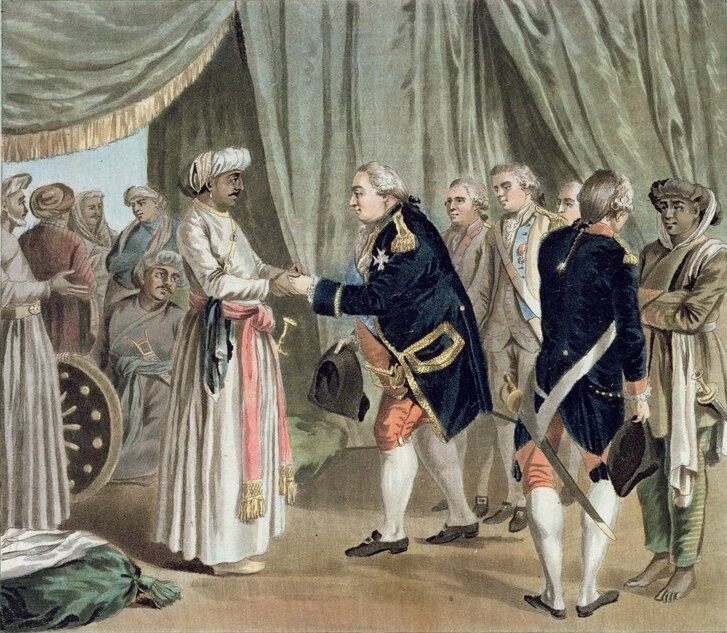
Suffren avec l'allié indien Haidar Alî en juillet 1782.

La France a par ailleurs soutenu l'effort de guerre contre la Grande-Bretagne en attaquant les possessions britanniques en Inde. En 1782, Louis XVI scella une alliance avec le peshwâ Madhu Rao Narayan. Suffren est devenu l'allié d'Haidar Alî dans la seconde guerre anglo-mysore contre la domination britannique en Inde, en 1782-1783, combattant la flotte britannique sur les côtes de l'Inde et de Ceylan,.
Entre février 1782 et juin 1783, Suffren combattit l'amiral anglais Sir Edward Hughes, et a collaboré avec les dirigeants de Mysore,. Suffren combattit à la bataille de Sadras le 17 février 1782, à la bataille de Provédien le 12 avril près de Trinquemalay, à la bataille de Negapatam le 6 juillet à l'extérieur de Gondelour, après quoi Suffren saisit l'ancrage de Trinquemalay et contraignit la petite garnison britannique à se rendre. Une armée de 3 000 soldats français ont collaboré avec Haidar Alî pour capturer Gondelour. Finalement, la bataille de Trinquemalay eut lieu près de ce port le 3 septembre. Ces batailles peuvent être considérées comme les dernières batailles du conflit franco-britannique qui ont entouré la guerre d'Indépendance américaine, et cesseront avec la signature du traité de paix en 1783.

## Conséquences

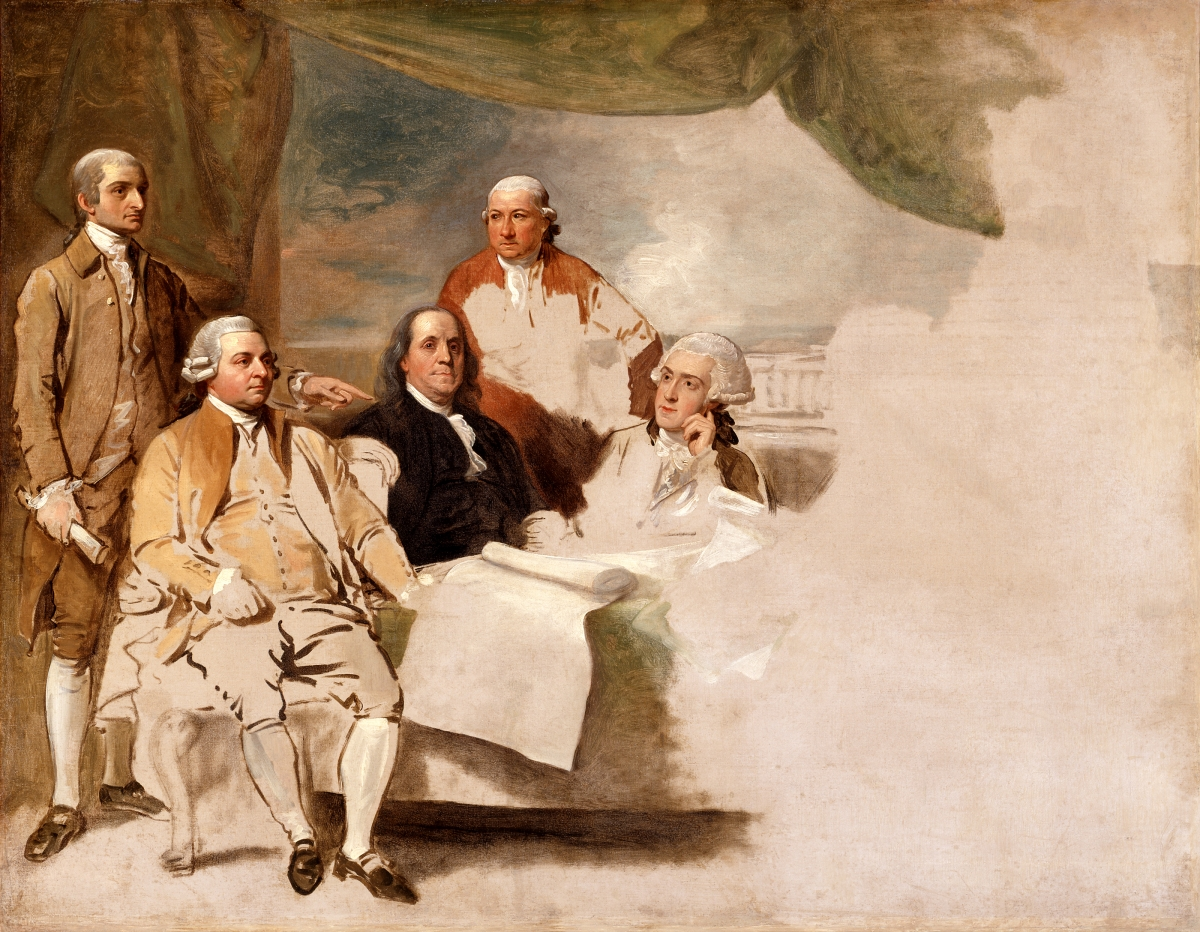
Peinture de Benjamin West, représentant les délégations au traité de Paris. La délégation britannique a refusé de poser, et la peinture n'a jamais été terminée.

Finalement, le traité de Paris a été signé le 3 septembre 1783, reconnaissant l'indépendance américaine et la fin des hostilités.
Le traité d'alliance de 1778, en promettant la défense des territoires français sur le continent américain, n'a pas été respecté par les États-Unis dès 1793, lorsque la France est entrée en conflit avec la Grande-Bretagne dans les Caraïbes. Ce que les États-Unis pouvaient faire était de maintenir la neutralité, mais cette neutralité a été si négative qu'elle interdisait aux Français le droit d'armer et d'équiper des navires corsaires dans les ports américains, ou niait le droit de disposer de prix français aux États-Unis. Ces réticences ont signé la fin de l'alliance.

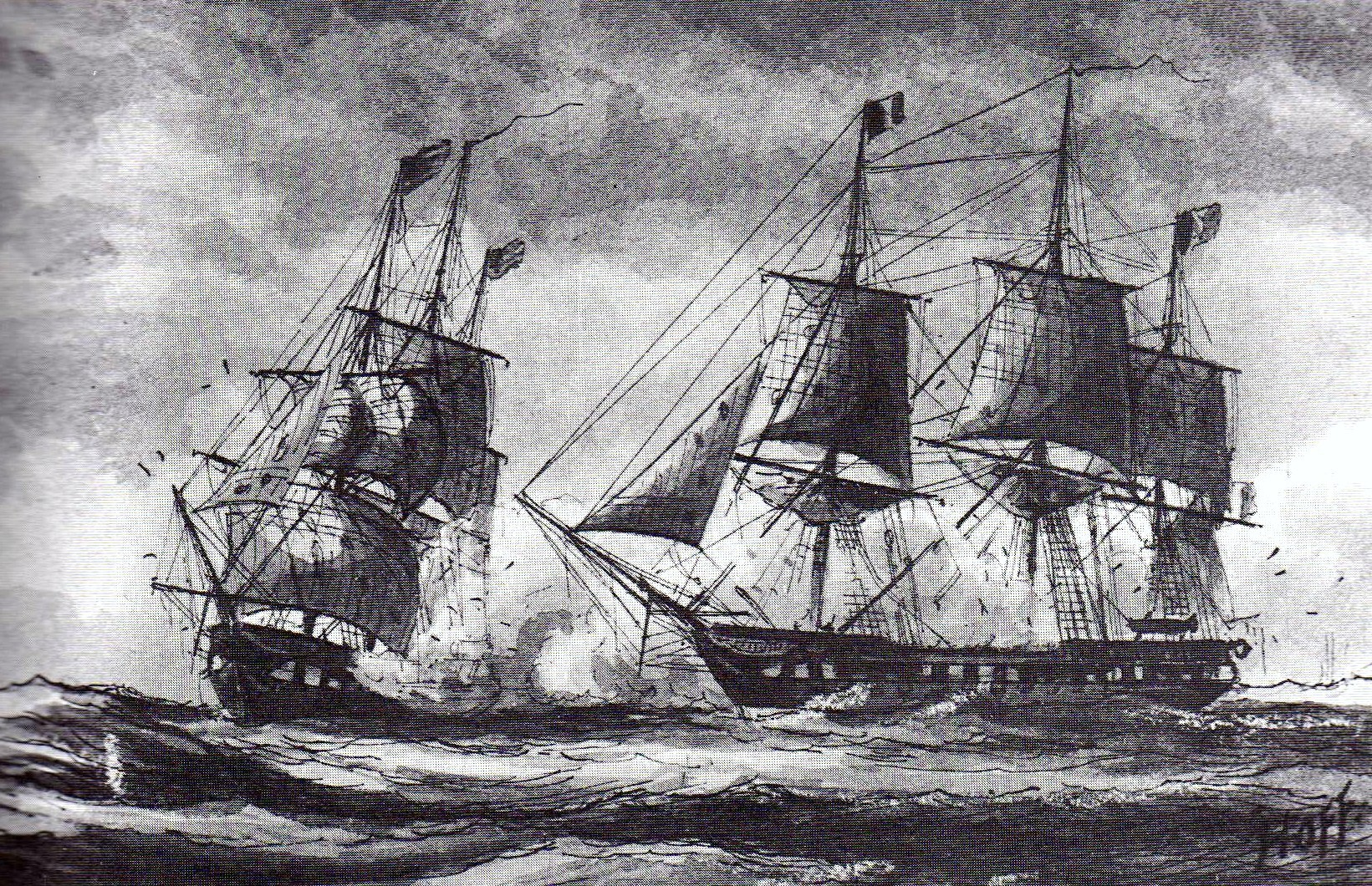
Combat naval pendant la quasi-guerre entre le et de navire français L'Insurgente, le 9 février 1799.

Comme les États-Unis ont conclu un traité de commerce avec la Grande-Bretagne en 1794, la France a commencé à organiser des raids sur les bâtiments américains, saisissant 316 navires en 1796. En 1796, le ministre Pierre Adet, complètement désillusionné, a expliqué : « Jefferson est (…) Américain, et en tant que tel, il ne peut pas sincèrement être notre ami. Un Américain est un ennemi né de tous les peuples européens », et en 1798, l'affaire XYZ a considérablement aggravé les relations franco-américaines,.
Ces événements ont conduit à la quasi-guerre (1798-1800) entre la France et les États-Unis, avec de véritables rencontres navales qui auront lieu entre les deux puissances, la rencontre entre le USS Constellation et de navire français L'Insurgente, le 9 février 1799 au large l'île de Nevis, et l'USS Constellation et de La Vengeance en février 1800 au large de la Guadeloupe. Un accord a suivi, dans lequel les États-Unis ont accepté de verser 20 millions de dollars en compensation, et la France a accepté d'abandonner ses revendications à propos du traité de 1778.
La Grande-Bretagne a aussi tenté d'interférer dans le commerce américain, par les ordres en conseil de 1807, qui interdit le commerce avec la France depuis la Grande-Bretagne, ses alliés, et toute nation neutre, ce qui veut dire les États-Unis. Les États-Unis ont protesté en disant que cet acte était illégal en vertu du droit international. Cet acte a été un facteur contributif à l'animosité entre les États-Unis et la Grande-Bretagne qui a causé la guerre de 1812.

## Galerie des commandants français dans l'alliance

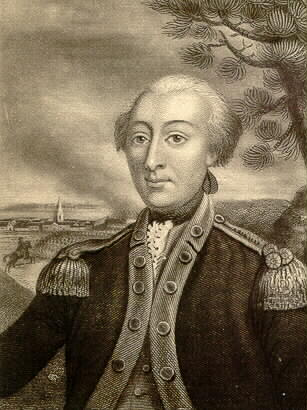
Lafayette
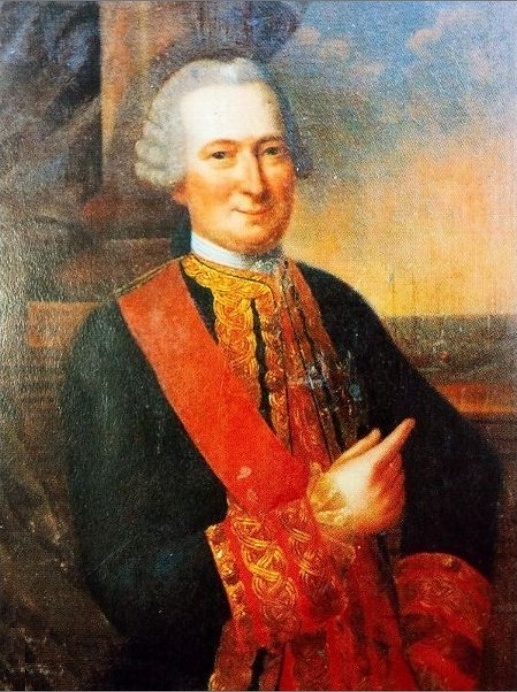
Le comte d'Orvilliers
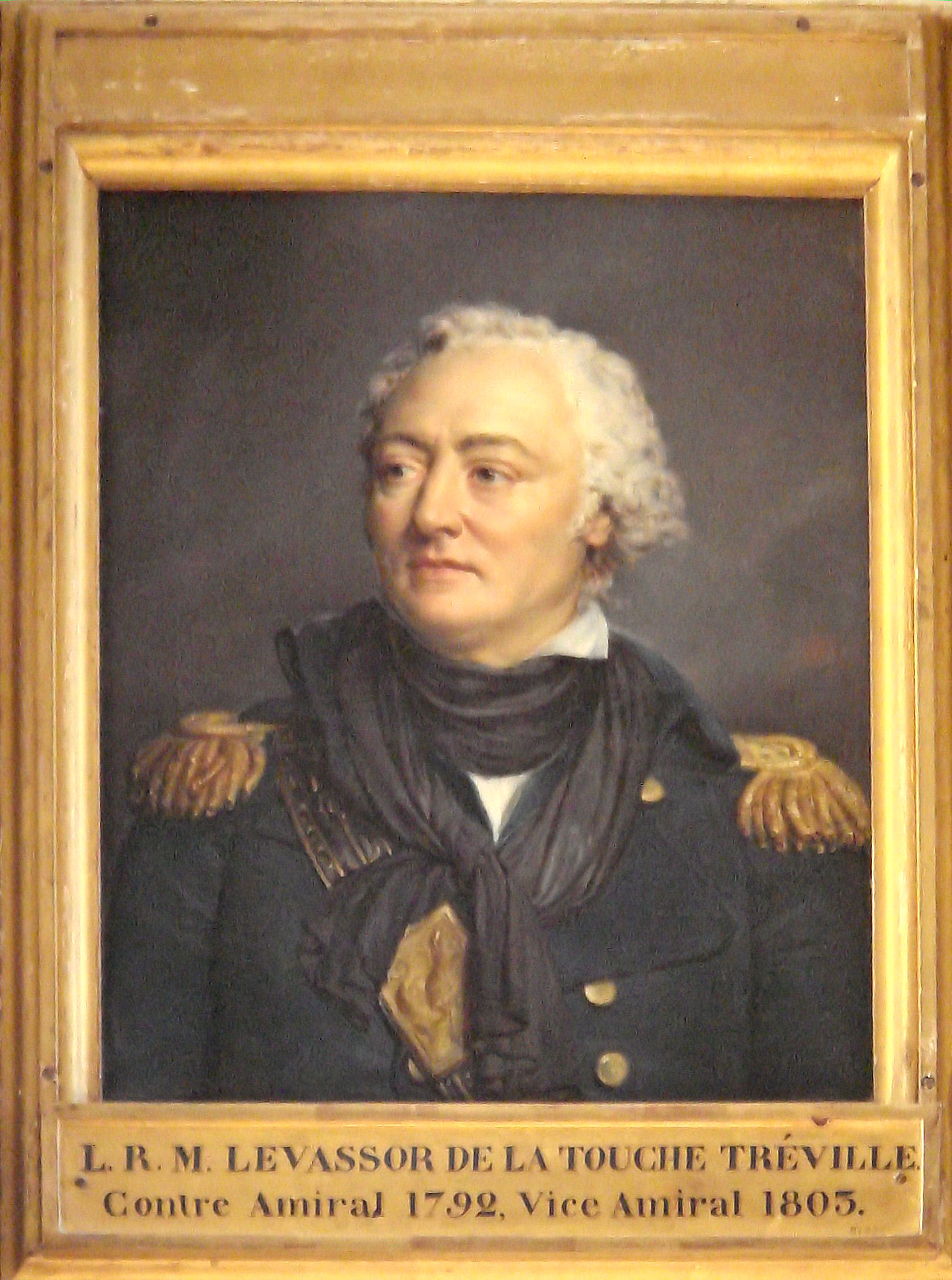
Latouche Tréville
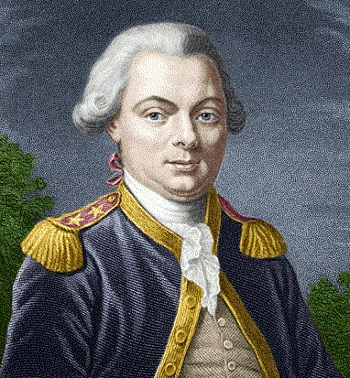
La Pérouse
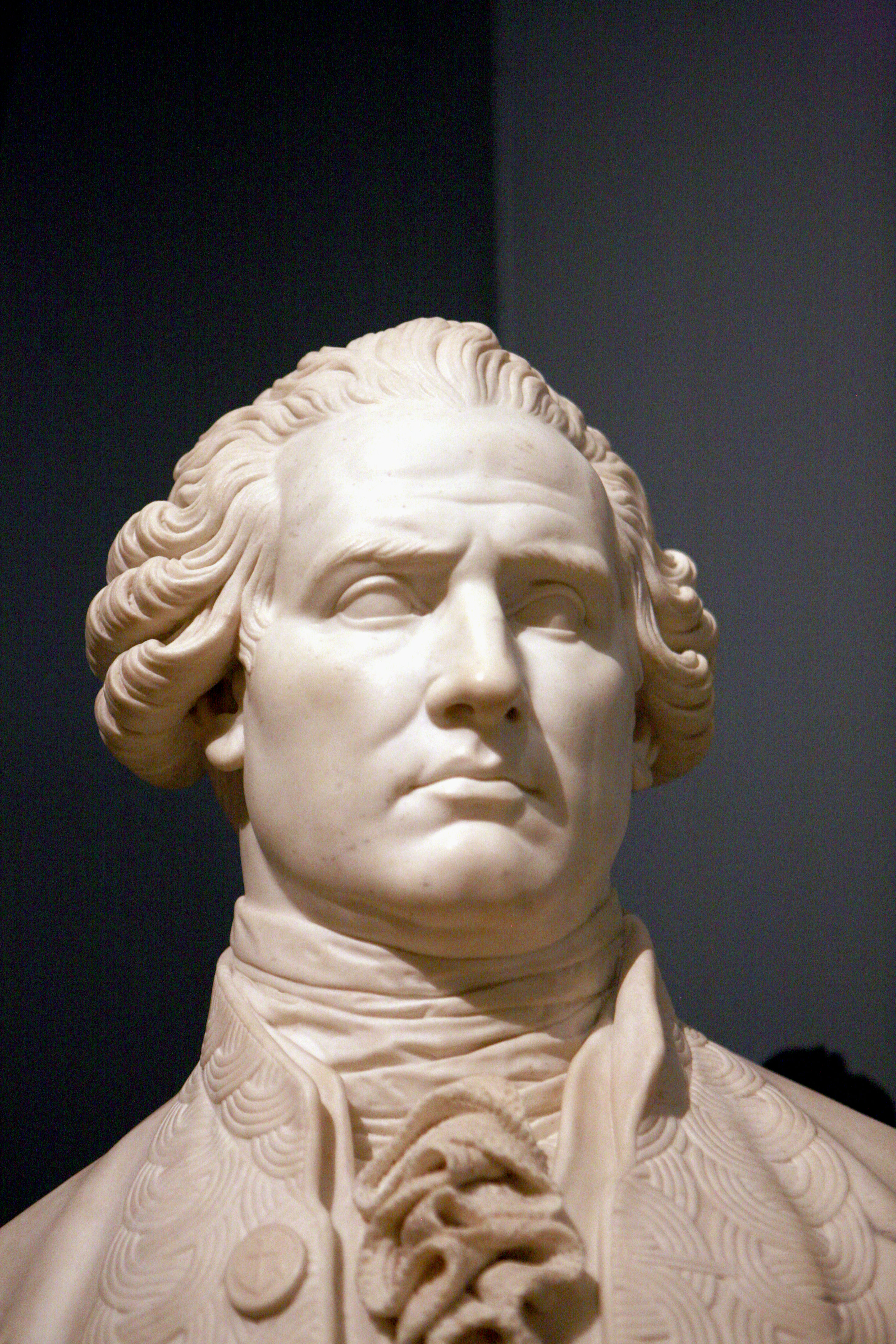
Picquet de la Motte
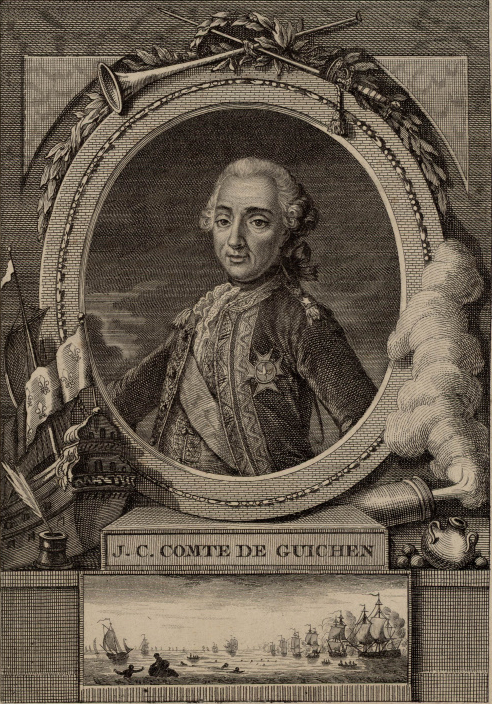
Guichen
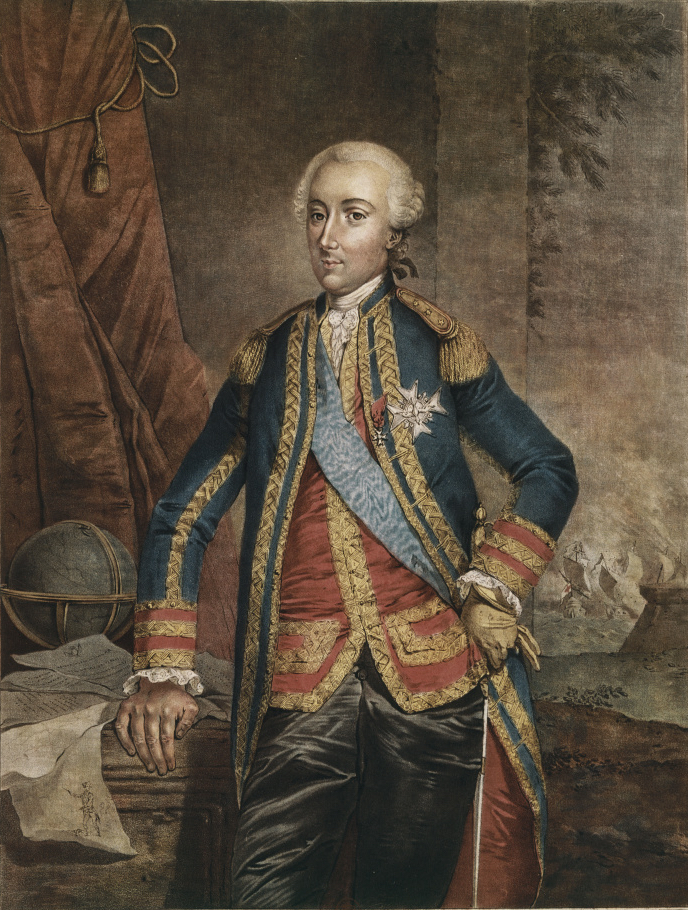
D'Estaing
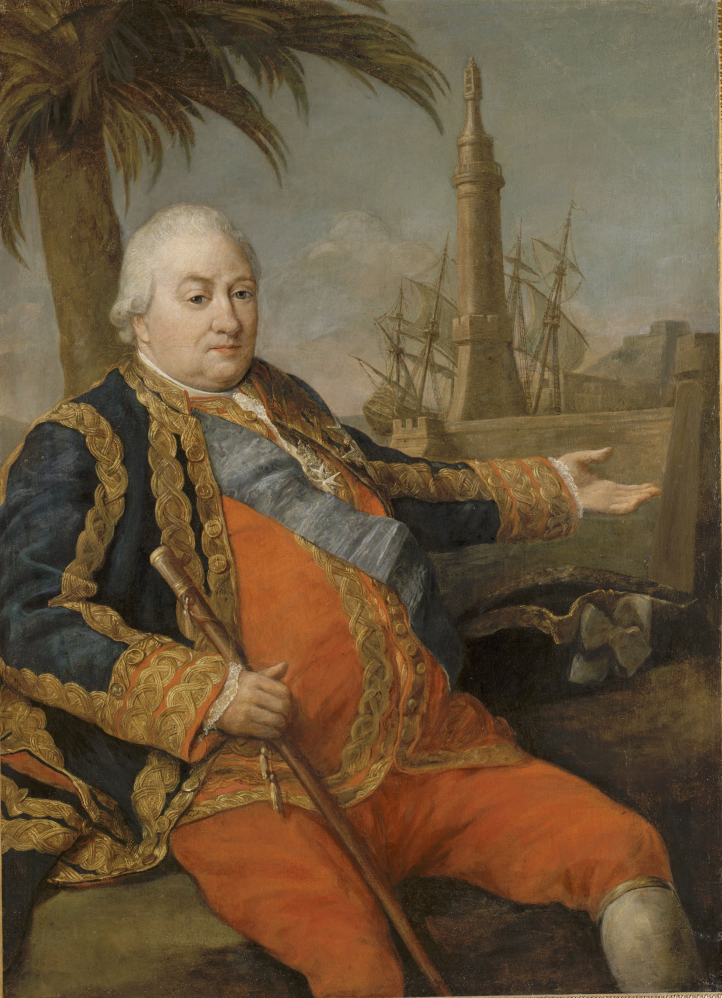
Suffren
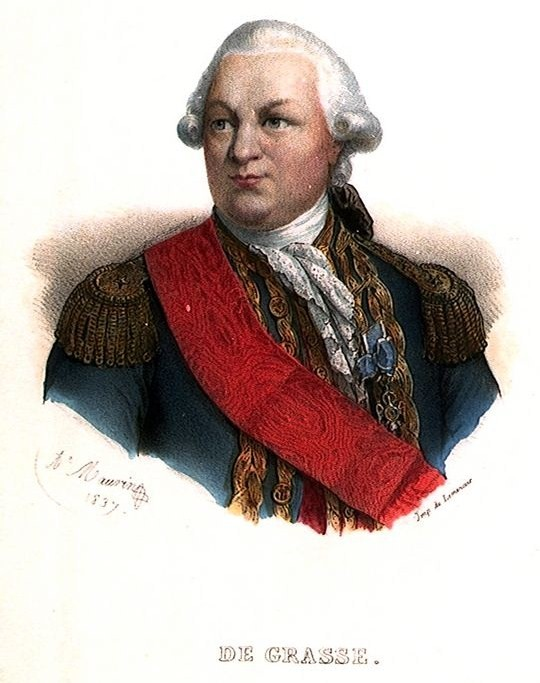
De Grasse
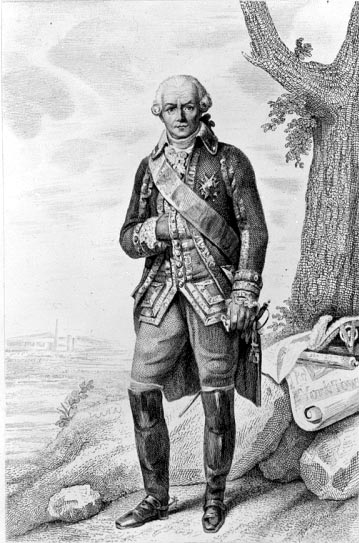
Rochambeau